# Martin Bloch
Martin Bloch (ur. 7 lipca 1866 w Berlinie, zm. 29 stycznia 1908 tamże) – niemiecki lekarz neurolog.

## Życiorys
Syn berlińskiego kupca Emila Blocha i Emilie z domu Hertz, był wyznania mojżeszowego. Uczęszczał do berlińskiego Gymnasium zum Grauen Kloster, świadectwo dojrzałości otrzymał 5 września 1884. Studiował medycynę na Uniwersytecie Fryderyka Wilhelma w Berlinie, w semestrze letnim 1885 na Uniwersytecie we Fryburgu Bryzgowijskim. Tytuł doktora medycyny otrzymał w Berlinie w 1889 roku na podstawie dysertacji Beiträge zur Pathologie der spastischen Spinalparalyse. W 1890 roku został asystentem w poliklinice Emanuela Mendla. Działał na polu medycyny społecznej i higieny.
Był stałym referentem czasopism „Neurologisches Centralblatt” i „Jahresberichte über soziale Hygiene, Demographie und Medizinalstatistik”. Opublikował kilkanaście artykułów naukowych. Opisał objaw uszkodzenia dróg piramidowych, nazwany objawem Blocha (niem. Bloch-Zeichen). Objaw polega na występującym w pozycji siedzącej klonicznym skurczu stopy po postawieniu jej na palcach.
Żonaty z Else Rothmann (1866–?), córką lekarza Oscara Rothmanna (1835–1915) i Elizabeth z domu Simion (1840–1907). Jego szwagrem był neurolog Max Rothmann (1868–1915). Martin i Else Bloch mieli sześcioro dzieci: Ernsta (1892), Emila (1894), Dorę (1896), Ericha (1899), Kurta (1900–1976) i Ilse (1902). Martin Bloch zmarł na chorobę serca w wieku 42 lat, został pochowany na Cmentarzu żydowskim w Berlinie-Weißensee. Wspomnienia pośmiertne poświęcili mu Munter i Cohn.

## Wybrane prace
- Beiträge zur Pathologie der spastischen Spinalparalyse. Berlin, 1889
- Martin Bloch, Max Bielschowsky: Ein Fall von Worttaubheit nach Basisfraktur. Neurologisches Centralblatt 17, 729–734, 1898
- Ueber den Husten der Nervösen. „Deutsche Medizinische Wochenschrift”. 24 (29), s. 462–465, 1898. DOI: 10.1055/s-0028-1139181.
- Ein Fall von Sclerodermie. Berliner klinische Wochenschrift 36, 307, 1899
- Ein Fall von Tabes dorsalis mit Bulbärparalyse. Neurologisches Centralblatt 18, 344–347, 1899
- Ein Fall von infantiler Tabes. Neurologisches Centralblatt 21, 113–116, 121, 1902
- Tabes mit Stenose und Insufficienz der Aorta, Bradycardie und Adams-Stokes′schem Symptomenkomplex. Deutsche Medizinische Wochenschrift 30, 1225, 1904
- Ein Fall von gonorrhoischer Myelitis. Dermatologische Zeitschrift 12, 443-447, 1905
- Einiges über die Symulation bei der traumatischen Neurosen. Medizinische Klinik 2 (21, 22), 1906